# Groene struikzanger
De groene struikzanger (Horornis flavolivaceus; synoniem: Cettia flavolivacea) is een zangvogel uit de familie Cettiidae. Het is een vogel van berggebieden in noordoostelijk India, Z-China, westelijk Myanmar en op in de Indische Archipel.

## Taxonomie
Er zijn nu 13 ondersoorten. Tot voor kort was de soort gesplitst in twee soorten waarbij de acht ondersoorten die voorkomen op de Indische Archipel werden beschouwd als een aparte soort: de soendastruikzanger.

## Kenmerken
De groene struikzanger is een kleine zangvogel van 12 tot 13,5 cm lengte, olijfbruin van boven en lichtgrijs tot lichtgeel van onder met een smalle zwarte oogstreep en een lichte wenkbrauwstreep. De ondersoorten verschillen sterk in kleur. De ondersoorten uit het Himalayagebied en Zuidoost-Azië zijn lichter, de ondersoorten uit de Indische archipel zijn eerder grijsbruin, de ondersoort H. f. everetti van het eiland Timor is bijna wit op buik en borst. : 

## Verspreiding en leefgebied
Deze soort telt 13 ondersoorten:
- H. f. flavolivaceus: de centrale en oostelijke Himalaya.
- H. f. stresemanni: zuidwestelijk Assam (noordoostelijke India).
- H. f. intricatus: van noordelijk en oostelijk Myanmar tot zuidelijk China.
- H. f. weberi: zuidoostelijk Assam (noordoostelijk India) en westelijk Myanmar.
- H. f. oblitus: noordelijk Indochina.
- H. f. sepiarius: noordelijk Sumatra.
- H. f.. flaviventris: centraal en zuidelijk Sumatra.
- H. f.. vulcanius: Java, Bali, Lombok en Soembawa.
- H. f. kolichisi: Alor.
- H. f. everetti: Timor.
- H. f.. banksi: noordwestelijk Borneo.
- H. f.. oreophilus: noordoostelijk Borneo.
- H. f. palawanus: Palawan.

Het leefgebied van deze struikzanger is montaan bos en struikgewas in hooggebergten tussen de 500 en 4900 m boven de zeespiegel.

## Status
De groene struikzanger heeft een groot verspreidingsgebied en daardoor is de kans op uitsterven gering. De grootte van de populatie is niet gekwantificeerd met plaatselijk gaat de populatie in aantal achteruit. Echter, het tempo ligt onder de 30% in tien jaar (minder dan 3,5% per jaar). Om deze redenen staat deze soort als niet bedreigd op de Rode Lijst van de IUCN.[1] 